# El Mole
El Mole fou una publicació política satírica que es va distribuir a la Ciutat de València (l'Horta) a finals dels anys 30 i principis dels 40 al segle xix, d'idees liberals i crítica amb la política del poder. Es tracta d'una de les poques publicacions escrites íntegrament en valencià anteriors al segle xx, i va arribar a tindre 3.000 subscriptors arran l'any 1840. Destaca per ser la publicació regular més antiga feta en valencià, i utilitzava un model lingüístic basat en la llengua popular de l'època; concretament, en el valencià central, amb una ortografia que reflectia l'apitxament o ensordiment valentí.
El Mole pren el seu nom del motle d'algeps que s'utilitzava per a donar forma a les estàtues de forma humana, i que per tant revelava clarament les faccions i el caràcter real de cada persona. Des del primer número, que va eixir a la llum el dia 1 de febrer de 1837, el diari es presenta com una publicació de marcat caràcter liberal, progressista, constitucionalista i contrària al carlisme.

## Destinataris i autoria
En la portada apareixia sempre un gravat que representava un llaurador de l'Horta vestit amb saragüells, barret, camalet i espardenyes. D'aquesta manera, el diari s'oferia a un públic essencialment pertanyent al sector agrícola, i que s'identificava amb l'ús d'un valencià molt dialectal, apegat a les grafies castellanitzades i a les formes de l'apitxat. La mateixa utilització del català, molt innovadora, tenia la clara intencionalitat d'arribar a aquest públic popular. Com ha assenyalat Enric Balaguer, la tria del valencià per part dels redactors d'El Mole està relacionada amb la importància privilegiada que els llauradors tenien en l'expansió de l'ideari liberal. De fet, durant segles, els camperols de l'Horta havien estat un autèntic mur de contenció enfront dels abusos de l'antic règim al País Valencià, i a més, eren susceptibles d'engrossir les files de l'exèrcit carlí.
Pel que fa a l'autoria, parlar d'El Mole és parlar de Josep Maria Bonilla (València 1808 - 1880), advocat valencià d'idees liberals. El perfil ideològic de Bonilla, tal com assenyalen Antonio Laguna i Eduardo Ortega, és el d'un liberal idealista, enemic acèrrim del carlisme i crític en tot moment amb el moderantisme i amb les solucions ideològiques temperades. Sent així, sota la seua direcció El Mole adoptà cada vegada més el tarannà de consciència crítica de la revolució liberal, fins i tot durant les èpoques en què els sectors més progressistes s'establiren el poder.
Per mimetitzar-se millor amb els llauradors (destinataris preferents de la publicació) Bonilla va adoptar dins de les pàgines d'El Mole el pseudònim de Nap-i-Col. Especialment en les primeres èpoques de la revista, acompanyaren a Bonilla diversos autors que, seguint la mateixa intencionalitat, també assumiren malnoms de clars ressons agrícoles: exemples en són Pataca Grossa (Pasqual Pérez Rodríguez), Sento Formal o Garrofa (Josep Bernat i Baldoví). Sobre aquest últim, cal assenyalar que, malgrat les diferències ideològiques, va unir-lo sempre amb Bonilla una gran amistat que aquest últim va defensar sempre, fins i tot en èpoques com la segona d'El Mole, quan molts subscriptors convertiren la relació cordial entre ambdós escriptors en objecte de crítica.

## Estructura
El Mole de la primera època s'estructurava al voltant d'una sèrie de seccions que, malgrat tot, podien variar segons les necessitats de cada número:
- Política - A partir del número 4 s'hi afegeix el subtítol Il·lustració popular - Aquesta secció desenvolupa un diàleg fictici entre un llaurador analfabet anomenat Lluc i un dels autors d'El Mole, Sento Formal, de mode que el segon aclareix els dubtes que té el primer al voltant de conceptes com govern, constitució, poder absolut, divisió de poders o absolutisme. El caràcter dialogat de la secció ens remet als col·loquis valencians dels segles xviii i xix, que durant la guerra del francés adquiriren un fort component polític i que, sense dubte, serviren d'inspiració a Bonilla.
- El Mole - Sol presentar textos que fan un breu repàs de l'actualitat política i militar, en un to predominantment seriós.
- Colorins - És una secció més fragmentària i presenta un caràcter més còmic i distés. Consta de textos breus, però de vegades s'hi inclouen narracions, sussuïts, acudits, reflexions... Durant la segona època d'El Mole aquesta secció, ara sota el nom de Sambori, esdevingué l'única fixa de la revista.
- Coses de fora o Remitits - Es tracta d'una secció intermitent. Generalment dona cabuda a textos enviats pels diferents subscriptors.

## Èpoques i evolució
La trajectòria d'El Mole, amb el seu seguit de tancaments i represes, és un reflex fidel de la història del segle xix, caracteritzada pel seu caràcter pulsant i altern, ple d'etapes discontínues i governs de signe ideològic contraposat: 

### 1a època
De febrer de 1837 a agost del mateix any. En aquesta primera època, les col·laboracions de Bernat i Baldoví sovintegen més. El Mole, encara una mica heterodox, integra una major pluralitat de textos amb la inclusió de contes populars, poemes o fins i tot narracions fantàstiques com L'home invisible, segurament obra del mateix Bernat. Temàticament, s'hi palpa la preocupació envers els atacs de les tropes carlines; les autoritats, en eixe sentit, solen ser blanc de les crítiques del diari per no fer-hi front amb la decisió i l'eficàcia necessàries. Cal aclarir que l'any en què va aparéixer El Mole, l'Estat Espanyol es trobava immers en una guerra civil entre els partidaris de Carles Maria Isidre (essencialment absolutistes) i els d'Isabel II (liberals). Els primers desenvoluparen des del 1833 una sèrie d'atacs que, incloent-hi l'anomenada Expedició Reial, arribaren molt prop de les muralles de la ciutat de València. El Mole, com a diari liberal, es fa eco, en aquesta primera època, d'aquest ambient prebèl·lic i de les diferents notícies que arriben des del front.
El final d'aquesta primera època de la publicació s'ha d'entendre en relació amb l'acció legislativa del govern del moment, que el 20 de febrer de 1837 impulsà una nova llei de premsa que augmentà el control sobre els diaris. D'acord amb aquesta nova normativa, El Mole no tardà a ser denunciat: el 26 d'abril a causa d'un article crític amb les noves cavalleries adquirides per a l'exèrcit; tres mesos després, la segona denúncia contra el diari va provenir d'un particular descontent amb un article crític amb la distribució de fons públics. L'arribada al poder dels moderats, el 18 d'agost, complicà moltíssim l'existència del diari editat per Bonilla, que va traure al carrer el darrer número de la seua primera època el dia 18 d'aquell mateix mes.

### 2a època
De novembre de 1840 a novembre de 1841. Després de tres anys d'inactivitat, Josep Maria Bonilla rellança El Mole aprofitant l'arribada a la regència del general Espartero i de la facció més progressista del liberalisme. Es tracta, doncs, d'una època en què la revista pot radicalitzar el discurs i fer-se més pamfletària i més bel·ligerant, especialment contra els moderats caiguts (apodats metafòricament crancs per la seua tendència a caminar cap arrere). Segons alguns autors, el rumb radical que El Mole mamprengué en aquesta segona època seria la causa d'un cert distanciament de Bernat i Baldoví (Garrofa), que a partir de 1840 hauria reduït ostensiblement les seues col·laboracions fins a adoptar-hi un paper només testimonial. Durant aquesta segona època, i amb la finalitat d'evitar pagar el dipòsit que es feia necessari per a llançar qualsevol publicació periòdica, Bonilla opta per canviar el nom de la revista amb cada número publicat. Així, El Mole canvia el seu nom per El Borinot, El Rossinyol, El Papafigo...
Precisament el número anomenat "El Papafigo" fou segrestat pel governador eclesiàstic a causa d'una crítica ferotge contra el Papa Gregori XVI. Bonilla, que en tot moment va mostrar-se bel·ligerant contra les acusacions i que manifestà en mitjans públics el seu rebuig a l'autoritat del tribunal eclesiàstic, va haver de fugir a Barcelona per tal d'evitar mals majors contra la seua persona. A la ciutat condal el va sorprendre, ja al novembre de 1841, l'arribada al poder de la facció moderada, que prompte endurí les lleis d'impremta i feu inviable la continuació d'una publicació del tarannà d'El Mole.

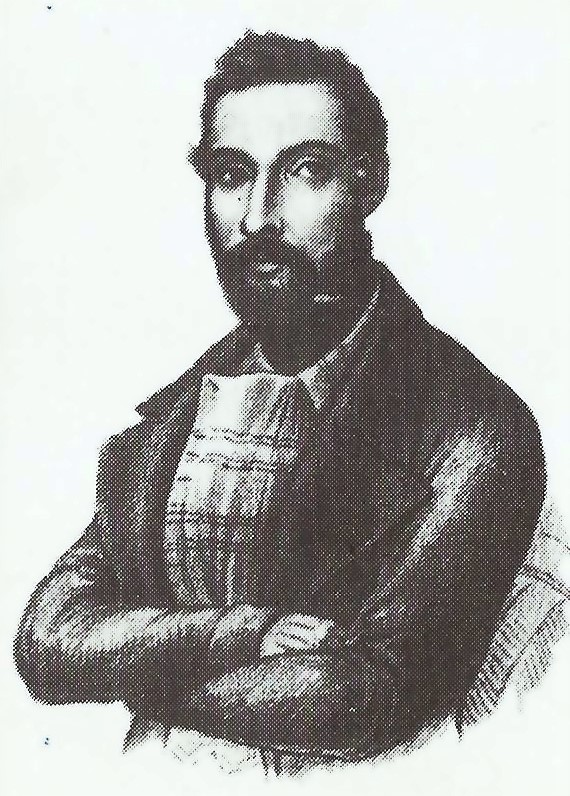
Retrat de Josep Maria Bonilla

### 2a època bis i 3a època
Sabem que l'any 1854 Bonilla posa en marxa una breu continuació de la segona època d'El Mole, però malauradament no se'n conserva cap exemplar. Per a conéixer la tercera època de la publicació cal esperar fins al mes de gener de 1855, quan l'escriptor aprofita l'arribada dels progressistes al poder per rellançar de nou el seu projecte editorial. Segons Laguna i Ortega, aquesta és l'època en què El Mole reflecteix de forma més plana i directa la ideologia de l'autor, ja cada vegada més crític amb el progressisme governant i més pròxim als postulats del partit demòcrata, amb el qual ja gairebé no oculta les seues simpaties:
"El partit democrátic de Valensia es incontrastable por lo número, poderós per la unió que conserva á pesar dels molts que empleen tota clase de intrigues, de impostures y calumnies pera dividirlo. El partit democrátic pur y honrat es l'únic que está destinat á obrar la salvasió de la patria."
Durant els mesos que dura aquesta tercera època d'El Mole, Bonilla ascendeix en el món polític de València i acaba sent designat síndic de l'Ajuntament Constitucional de la capital, càrrec que rebutja per resultar incompatible amb el seu ofici com a periodista. Aquest divorci entre praxi política i idealisme, paradoxalment, ferí de mort Bonilla, que es va vore qüestionat i desprestigiat en el seu paper d'agitador social. Segons Laguna i Ortega, "La contradicción del idealista que separa teoría y práctica, condena a Bonilla y su periódico a la desaparición. Contrariamente a lo que se podía esperar, su renuncia al compromiso político afectó seriamente a su imagen y, sobre todo, a su credibilidad."
Sent així, El Mole sols pogué seguir publicant-se com a suplement del diari El Pueblo. El tancament d'aquest, el 26 de desembre de 1855, condemnà El Mole a la desaparició, que es consumà amb el número 54, el 23 de febrer de 1856.

### 4a època
Des de 1856 fins a 1863, quan reprén la publicació d'El Mole, Bonilla viu uns anys de retir a Castelló, lliurat a l'exercici de l'advocacia i la docència. Són anys de tristesa i abaltiment. Tancat aquest període, el 2 de novembre de 1863 apareix de nou en impremta El Mole, aquesta vegada com a suplement del diari El Porvenir de Valencia i amb el propòsit inicial d'allunyar-se per complet de temes polítics. A partir d'aquesta època canvia la portada de la publicació. S'hi veuen a partir d'ara un llaurador parlant amb un home de lletres en actitud d'il·lustrar-lo, idea aquesta bastant fidel a l'esperit original d'El Mole. Segons José Enrique Peláez Malagón, en aquesta època la revista incrementà la radicalitat d'algun dels seus postulats. La visió de Bonilla és ja la d'un idealista desenganyat, cansat i decebut d'un procés revolucionari que, des del seu punt de vista, només ha portat corrupció i ànsia de riqueses: "Així com els lliberals de l'añ vint dien constitusión o muerte, ara diuen "dinés o res"...". L'últim número d'aquesta quarta època isqué a la llum el 2 de març de 1864.

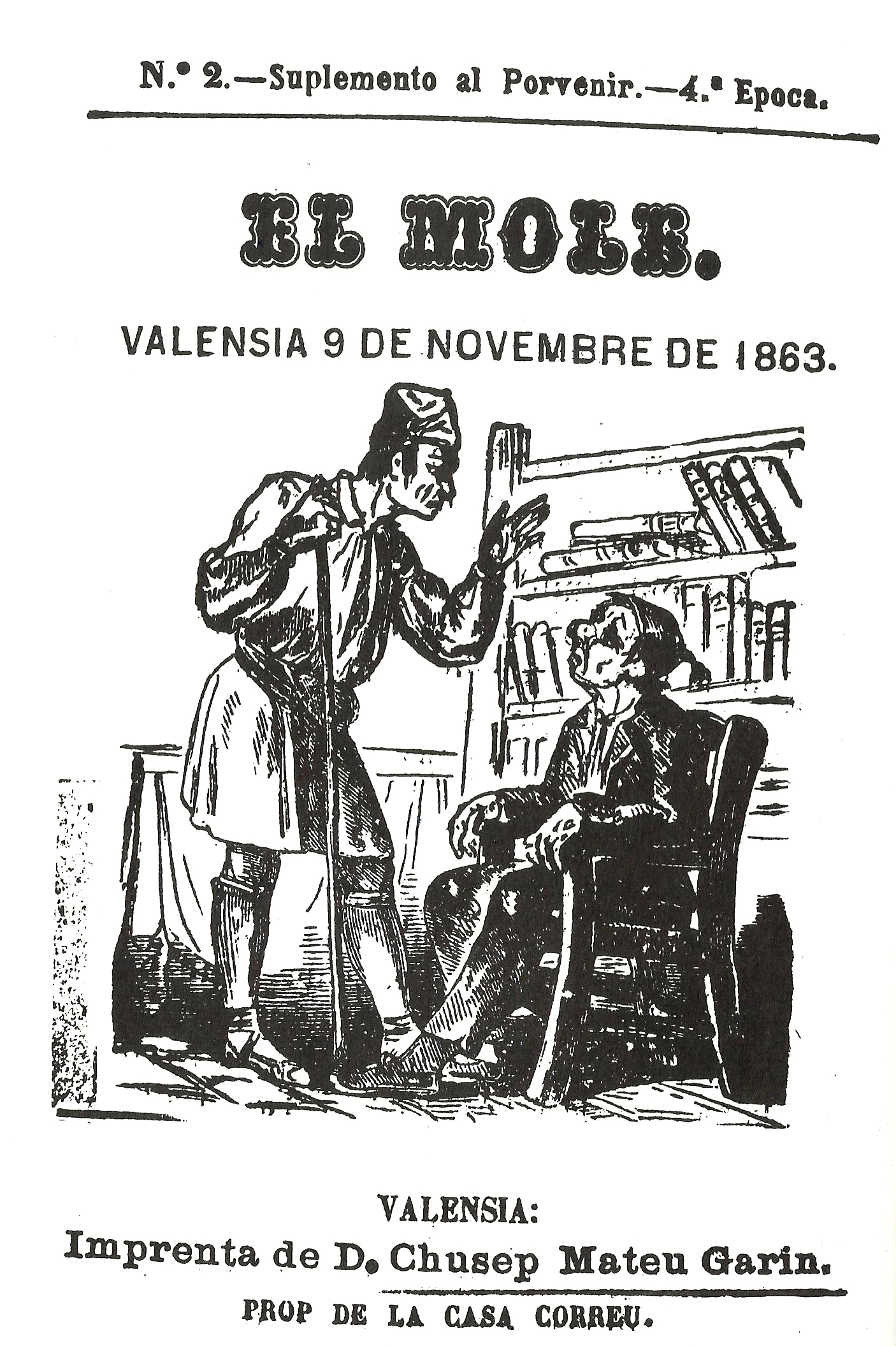
Portada dEl Mole corresponent a la seua quarta època (1863).

### 5a època
Tingué una duració de pocs mesos, entre 1864 i març de 1865. En aquest període torna a publicar-se El Mole amb el nom de El Mole Antic, com a suplement al diari Los dos Reinos. El nou nom de la revista respon a la voluntat de l'autor per recuperar-ne el caràcter polític i reivindicatiu de la publicació. Continua el to crític i desenganyat, i s'hi formulen crítiques al naixent socialisme i apel·lacions a la necessitat d'unificar tots els partits autènticament liberals.

### 6a època
Els fets de la Revolució Gloriosa (1868), que entronitzen els progressistes, no desperten l'entusiasme en Bonilla, que sembla condemnat a exercir perpètuament de veu crítica del progressisme quan aquest arriba al poder. El Mole recomença la seua darrera etapa el dia 24 de febrer de 1870, ja com a periòdic unipersonal i amb un format lleugerament major. Les idees de l'autor evolucionen cada vegada més des del Partit Demòcrata cap a un republicanisme incipient. Bonilla, però, segueix amb el seu posat crític i escèptic, com un nostàlgic de les revolucions de principis de segle. Així, lluny de donar veu a les idees republicanes, utilitza el seu periòdic per a defensar idees ja extemporànies o minoritàries, com la pretesa unificació en un de tots els partits liberals o la configuració de l'Espanya republicana com un conjunt de territoris autònoms, confederats a la manera de Suïssa o les províncies del País Basc. La crítica a la pluralitat de partits es manifesta ja des de la portada, on Bonilla fa imprimir un estable ple d'ases menjant, al·lusió metafòrica a allò que l'autor entenia com un excés de divisió dintre del món dels partits liberals.
Les contínues crítiques de Bonilla cap a alguns posats del republicanisme l'allunyaren cada vegada més dels seus correligionaris, que podien triar entre l'ampli ventall de possibilitats que oferia en aquesta època la premsa republicana. En la seua darrera època, El Mole va publicar, de fet, molt pocs números i cada vegada més separats en el temps fins a la seua total i definitiva desaparició, el dia 6 de juny de 1870.